# Ингольф, граф Розенборг
Ингольф, граф Розенборг ранее известный как Ингольф Датский (дат. Ingolf Christian Frederik Knud Harald Gorm Gustav Viggo Valdemar Aage; 17 февраля 1940, Копенгаген, Дания) — Датский аристократ. Старший сын Кнуда Датского, кронпринца Дании (1947—1953). С 1968 года носит титул граф Розенборг.

## Биография
Ингольф родился в Дании 17 февраля 1940 года. Детство он провёл замке Зоргенфри к северу от Копенгагена.
После смерти своего деда, короля Дании Кристиана X, он занял второе место в линии наследования Датского престола. Его дядя, король Дании Фредерик IX имел трёх дочерей, но у него не было сыновей. Так как на тот момент в Дании был салический закон, после него шёл его брат Кнуд, отец Ингольфа. Поэтому в 1953 году Фредерик IX отменил салический закон, назначив наследницей свою старшую дочь Маргрете. Таким образом Ингольф опустился на пятую строчку в линии наследования.
В 1968 он женился на Инге Терней (1938—1996), не запрашивая разрешение на брак. После этого он был лишён права наследовать датский престол. Отец Ингольфа, Кнуд, пытался убедить своего брата, чтобы Ингольф после брака не был лишён права на престол. Фредерик ответил отказом, обосновывая это что, другие принцы вступившие в морганатические браки, захотят вернуть себе титулы. Через три года, по примеру старшего брата поступит Кристиан Датский (1942—2013). Если бы Ингольф мог наследовать датский престол, на данный момент он бы занимал 12 строчку.
Первая жена Ингольфа умерла 21 июля 1996 года. В браке детей не было. 7 марта 1998 года он женится на Сюсси Хьорхой (род. 1950). Брак также бездетный.
Ингольф является крестным отцом своего внучатого племянника Леопольда Розенборга (род. 2005).

## Общественная деятельность
Ингольф принимает участие в крупных общественных мероприятиях, связанных с королевской семьей. Он и его жена присутствовали на свадьбе наследного принца Фредерика в мае 2004 года в церкви Богоматери в Копенгагене и последующем приеме во дворце Фреденсборг. Они также присутствовали на панихиде императрицы России, Марии Федоровны, состоявшейся 22 сентября 2006 года. В некоторых случаях они числятся членами королевской семьи, например, когда они присутствовали на панихиде или свадьбе принца Иоахима в 2008 году.
В других случаях, например, на праздновании 70-летия королевы, они указаны вместе с некоролевскими гостями, но даже в этих случаях на самих церемониях они обычно отдается приоритет сразу после его сестры, принцессы Датской Елизаветы. Ингольф и Сюсси присутствовали на праздновании рубинового юбилея королевы.
По данным Jyllands-Posten , он выполняет официальные задания около 200 дней в году, обычно связанные с сельским хозяйством и обороной, в основном в Ютландии.
Согласно веб-сайту Датского королевского дома, он получает ежегодное пособие в размере 1,4 миллиона крон.  Его сестра, принцесса Елизавета (1935—2018), не получала такого пособия, хотя и осталась в линии наследования. Его брат тоже не получил его.
В 1961 году Ингольф был награжден Орденом Слона, а в 1970 году — Медалью памяти 100-летия со дня рождения короля Кристиана X.
Он жил и управлял поместьем Эгеланд с 1967 по 2022 год. После переезда в марте 2023 года он продал на аукционе тридцать девять предметов искусства, принадлежавших его семье.